# Metaphycus obtusus
Metaphycus obtusus är en stekelart som beskrevs av Compere 1940. Metaphycus obtusus ingår i släktet Metaphycus och familjen sköldlussteklar. Inga underarter finns listade i Catalogue of Life.